# Bani Chijar
Bani Chijar – miejscowość w Egipcie, w muhafazie Al-Minja, w dystrykcie Abu Kurkas. W 2006 roku liczyła 12 478 mieszkańców.